# Bataille de Markada
Guerre civile syrienne
Batailles
La bataille de Markada a lieu du 21 au 31 mars 2014  lors de la guerre civile syrienne. Elle s'achève par la victoire de l'État islamique en Irak et au Levant qui prend la ville de Markada au Front al-Nosra.

## Déroulement
Le 29 mars 2014, une bataille s'engage entre les forces de l'État islamique en Irak et au Levant et celle du Front al-Nosra pour prendre le contrôle de Markada, une ville stratégique dans une zone riche en pétrole, située entre Deir ez-Zor et Hassaké. La ville est prise par l'EIIL le 29 mars, mais les combats dans sa périphérie se poursuivent jusqu'au 31 mars,.  

## Pertes
Selon l'Observatoire syrien des droits de l'homme (OSDH), les pertes sont de 39 morts pour le Front al-Nosra et de 13 tués du côté de l'EIIL dans la journée du 29 mars. Le 30 mars, les combats dans les environs de Markada font encore 56 morts. Au total selon l'OSDH, au moins 120 personnes ont été tuées à Markada en dix jours de combats.